# Sint-Servatiuskerk (Herselt)

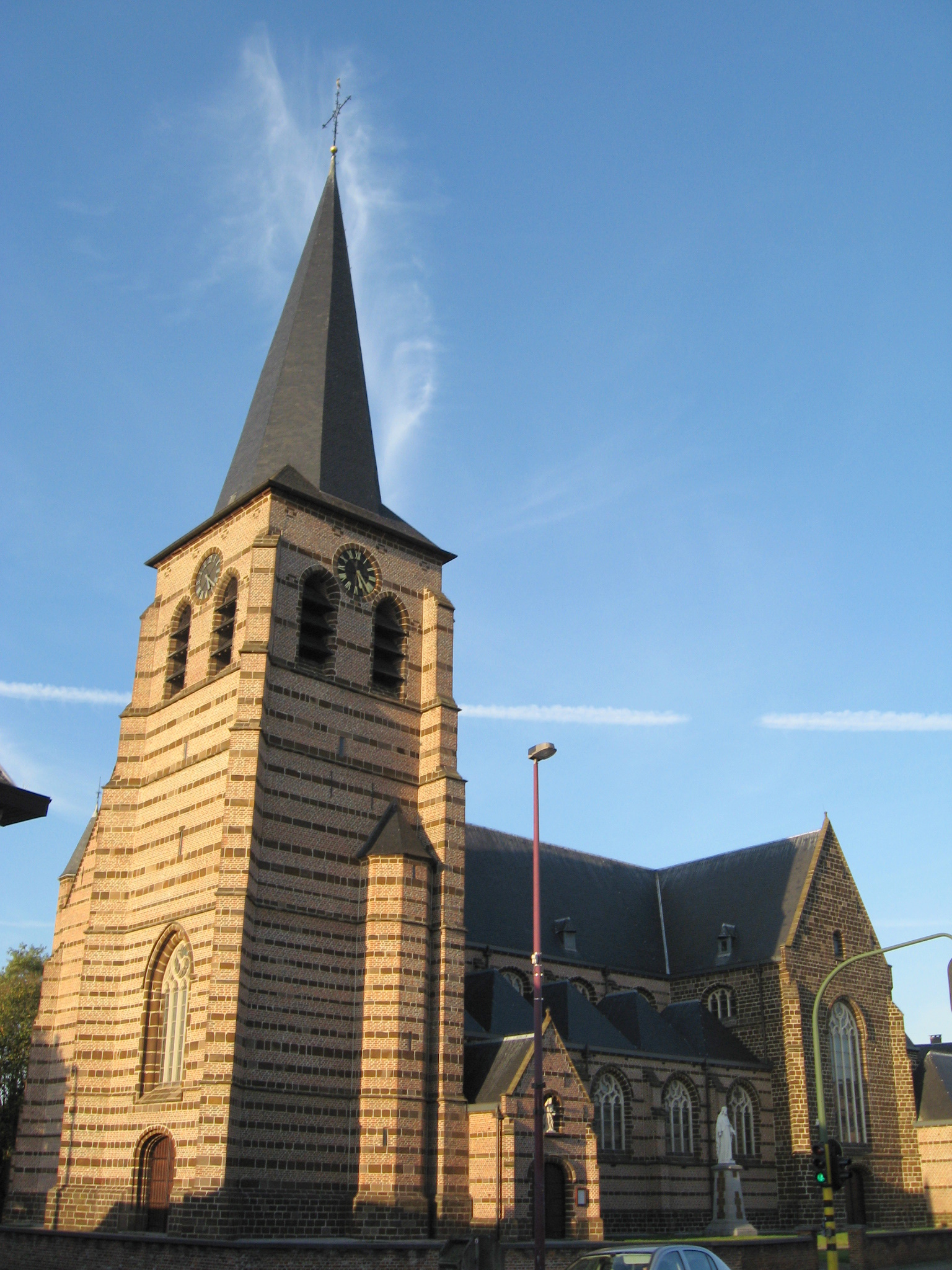
Sint-Servatiuskerk

De Sint-Servatiuskerk is de parochiekerk van de Antwerpse plaats Herselt, gelegen aan Dorp 36.

## Geschiedenis
Wanneer Herselt een zelfstandige parochie werd is niet bekend. Omnstreeks het jaar 1000 zou hier een kleine romaanse kapel hebben bestaan. Omstreeks 1300 werd deze door een gotisch kerkgebouw vervangen. In 1559 brandde de kerk af en enkel de onderbouw van de toren en een deel van het koor bleven behouden.
De kerk werd hersteld en begin 18e eeuw werd de kerk vergroot met zijbeuken. In 1778 werd de toren hersteld en verhoogd.
In 1806 werd Herselt getroffen door een dorpsbrand. De schade aan de kerk bleek beperkt. In 1872 werd de kerk vergroot vanwege de toegenomen bevolking, naar ontwerp van Pieter Jozef Taeymans. De kerk werd in 1897 opnieuw te klein geacht. Ook wilde men de N19 verbreden waartoe de kerk, op de toren na, in 1912-1916 werd gesloopt en een nieuwe kerk werd gebouwd naast de plaats van de voorganger, met integratie van de oude toren. Ook het oude koor werd systematisch afgebroken en herbouwd naar de oude vorm.
De kerk is gebouwd in baksteen en ijzerzandsteen, voor wat betreft de toren in de vorm van speklagen. De nieuwe kerk had min of meer de aanblik van de gesloopte voorganger, maar de oriëntatie was iets naar het noorden gedraaid. De toren kwam aldus naast de voorgevel van de nieuwe kerk terecht.

## Gebouw
Het betreft een driebeukige bakstenen kruisbasiliek met een zuidwestelijke ingebouwde toren en driezijdig afgesloten koor. De toren heeft vijf geledingen en een ingesnoerde naaldspits. Aan de zuidzijde wordt hij geflankeerd door een veelhoekige traptoren.

## Interieur
Het kerkschip wordt overkluisd door een kruisribgewelf.
De kerk bezit een 18e-eeuws schilderij van de heiligen Anna en Joachim. Er zijn een aantal heiligenbeelden uit de 17e en 18e eeuw. Daarnaast zijn er beelden uit het eind van de 19e eeuw.
Naast 19e-eeuwse onderdelen van het kerkmeubilair zijn er ook een aantal meubelen afkomstig uit de Abdij van Tongerlo, zoals een preekstoel van eind 17e eeuw.